# Brusnica Mala (Republika Serbska)
Brusnica Mala (cyr. Брусница Мала) – wieś w Bośni i Hercegowinie, w Republice Serbskiej, w gminie Brod. W 2013 roku liczyła 22 mieszkańców.